# Крістіан Тейлор
Крістіан Тейлор (англ. Christian Taylor) (нар. 18 червня 1990) — американський легкоатлет, який спеціалузіється в потрійному стрибку, багаторазовий олімпійський чемпіон та чемпіон світу в потрійному стрибку.
У липні 2024 оголосив про завершення змагальної кар'єри.

## Виступи на основних міжнародних змаганнях
| Рік  | Змагання                      | Місто                  | Місце | Дисципліна   | Примітки |
| ---- | ----------------------------- | ---------------------- | ----- | ------------ | -------- |
| 2007 | Чемпіонат світу серед юнаків  | Острава                | 3     | довжина      |          |
| 2007 | 1                             | потрійний              |       |              |          |
| 2008 | Чемпіонат світу серед юніорів | Бидгощ                 | 7     | довжина      |          |
| 2008 | 8                             | потрійний              |       |              |          |
| 2008 | 1                             | 4×400 метрів           |       |              |          |
| 2011 | Чемпіонат світу               | Тегу                   | 1     | потрійний    |          |
| 2012 | Чемпіонат світу в приміщенні  | Стамбул                | 2     | потрійний    |          |
| 2012 | Олімпійські ігри              | Лондон                 | 1     | потрійний    |          |
| 2013 | Чемпіонат світу               | Москва                 | 4     | потрійний    |          |
| 2014 | Світові естафети              | Нассау                 | 1     | 4×400 метрів |          |
| 2015 | Чемпіонат світу               | Пекін                  | 1     | потрійний    |          |
| 2016 | Олімпійські ігри              | Ріо-де-Жанейро         | 1     | потрійний    |          |
| 2017 | Чемпіонат світу               | Лондон                 | 1     | потрійний    |          |
| 2018 | Континентальний кубок         | Острава                | 1     | потрійний    |          |
| 2018 | 1                             | 4×400 метрів (змішана) |       |              |          |
| 2019 | Чемпіонат світу               | Доха                   | 1     | потрійний    | [ 2 ]    |